# Patrick Renou
Pour les articles homonymes, voir Renou.
Patrick Renou est un écrivain français, né à Paris.

## Œuvres
- Sorianoda (récit), Éditions de l’Envol, 1992
- Camus, de l’absurde à l’amour (essai) avec André Comte-Sponville et Laurent Bove, éd. Paroles d'Aube, 1993[1]
- Tu m'entends ? (récit), préface de Christian Bobin, Éditions Deyrolle, 1994[2]
- Brisure (essai), Éditions Deyrolle, 1996[3]
- Le Rendez-vous (roman), Éditions Albin Michel, 1999[4]
- Seuls les vivants meurent (roman), préface d’André Comte-Sponville. Éditions Le Temps Qu'il Fait, 2008
- Tina, l'amour infini de René Char (roman), Éditions Le Cherche Midi, 2012[5],[6]
- Contribution au Cahier de L’Herne, consacré à André Comte-Sponville, 2020
- D'une île à l'autre (roman), postface d'Arlette Farge, Éditions Presses de la Cité, 2021[7] réédité en poche par Presses Pocket, février 2023